# La Nouvelle Vie de Tori Spelling
La Nouvelle Vie de Tori Spelling (Tori & Dean: Inn Love puis Tori & Dean: Home Sweet Hollywood) est une télé-réalité américaine diffusée entre le 20 mars 2007 et le 31 janvier 2012 sur Oxygen. 
En France, l'émission est diffusée depuis le 3 mars 2008 sur NRJ 12 puis rediffusée à partir du 14 juin 2012 sur NRJ Paris et dès le 1er février 2013 sur Chérie 25. 
L'émission a été annulée car « Oxygen a pris une trajectoire différente » . 
Le couple revient néanmoins en 2014 dans True Tori sur Lifetime et dans Tori & Dean: Cabin Fever sur Great American Country (sur HGTV originellement).

## Synopsis
L'émission met en scène la nouvelle vie de Tori Spelling, l'actrice rendue célèbre par la série Beverly Hills 90210 et fille du producteur à succès Aaron Spelling, et celle de son second mari, Dean McDermott ainsi que leur vie de couple au sein de leur famille avec leurs enfants. 

## Épisodes

### Saison 5 (2010)
1. Le camping-car (RV There Yet?)
2. Train de minuit (Midnight Train to Patsy's)
3. Bienvenue a Hollywood (Hollywood Homeys)
4. Paranormal Activity (Fright Where We Belong)
5. Breaking Dad (Breaking Dad)
6. Une épaule cassée (Wedding Belle Bruise)
7. Un héros ordinaire (Homespun Heroes)
8. Sortie au zoo (Me Tarzan, You Change)
9. Retour a l'essentiel (Return to the Rue)
10. Le remariage (Eat, Drink and Remarry)

### Saison 6 (2011-2012)
1. InvenTORI (Taking invenTORI)
2. Célébration (Party 911)
3. Des secrets de femmes enceintes (Secrets of the Baby Bump)
4. Un petit mensonge (Not the Whole sTORI)
5. Faire amende honorable (Coming Clean)
6. Une grossesse sous surveillance (The Pregnancy Police)
7. Tori l'entremetteuse (Super Sweet 38)
8. Frère et sœurs (Brothers and Sisters)
9. Et la famille s'agrandit (And Baby Makes Five)

## Commentaires
Les deux premières saisons avaient pour titre Tori & Dean: Inn Love. Dès la troisième saison, l'émission prend pour titre : Tori & Dean: Home Sweet Hollywood. En 2011, la chaîne commande une émission-dérivée, Tori & Dean: sTORIbook Weddings.